# Renovación (periódico)
Renovación fue un periódico español editado en Barcelona entre 1933 y 1939.

## Historia
El diario, fundado a finales de 1933, vino a suceder al desaparecido El Progreso. Mantuvo una línea editorial lerrouxista, afín al Partido Radical. Sin embargo, el diario mantuvo una existencia precaria, y a pesar de estar financiado por el empresario Juan Pich y Pon llegó a tener unas elevadas pérdidas de hasta 8.000 pesetas al mes. Tras el estallido de la Guerra civil el diario no se vio afectado por las incautaciones, según Josep M. Figueres, y continuaría editándose hasta 1939.